# Upper Catesby
Upper Astrop är en by i Northamptonshire i England. Byn är belägen 6 km 
från Daventry. Orten har 44 invånare (2009).